# 眾賢
眾賢，音譯僧伽跋陀羅，出身迦溼彌羅國，為說一切有部論師，與造《俱舍論》的世親同時。曾造《順正理論》與《顯宗論》，批評經量部學說，以維護《大毘婆沙論》的學說。

## 生平
眾賢出身迦濕彌羅國，鑽研《大毘婆沙論》。在世親造《俱舍論》之後，他深入研究，支持其中與《大毘婆沙論》一致的部份，批評與經量部觀點相近的部份，並造了《順正理論》，又被稱為《俱舍雹論》。